# 圖通恰納河
圖通恰納河是俄羅斯西伯利亞地区的河流，屬於下通古斯河的右支流，由克拉斯諾亞爾斯克邊疆區負責管轄，河道全長共有459公里，流域面積16,800平方公里，發源自中西伯利亞高原，河水主要來自雨水和融雪，每年十月至翌年六月結冰。